# Dukat
 Ovo je glavno značenje pojma Dukat. Za druga značenja pogledajte Dukat (razdvojba).
Dukat je zlatnik koji je bio u uporabi u brojnim europskim zemljama do Prvog svjetskog rata. Težio je 34,909 grama i bio čistoće 9866/10000 (0,9866) zlata.
Naziv je nastao od skraćenog oblika latinske riječi ducatus što je značilo vojvodstvo. 

## Povijest
Izgleda da je prvi dukat dao iskovati Roger II. Sicilijanski 1140., s likom Krista i natpisom Sit tibi, Christe, datus, quem tu regis iste ducatus (otprilike O Kriste, neka ovo vojvodstvo kojim ti vladaš bude posvećeno tebi).
Prava popularnost dukata otpočela je 1284. kad je mletački dužd Giovanni Dandolo (1280. – 1289.) dao iskovati vlastite dukate. Na aversu te kovanice je sam dužd koji kleči pred svetim Markom, a na reversu lik Isusa Krista. Tijekom srednjeg vijeka dukat je stekao veliku popularnost kao univerzalna trgovačka moneta, jer se lako kovao – bio relativno malen i imao stabilnu vrijednost i raširio se po cijeloj jugoistočnoj Europi kao sredstvo plaćanja. Ugarsko kraljevstvo usvojilo je dukat kao službeno sredstvo plaćanja, koje su ostali zvali Vengri ili Ongri po venecijanskom izrazu za Mađare. Kako su se venecijanski dukati kovali u novoj zgradi kovnice u Zecci od 1554., tako se za dukate u Veneciji i cijelom Jadranu uvriježio naziv zecchino (na hrvatskom jeziku: cekino, cekin).
Car Svetog Rimskog Carstva Karlo IV. svojom Zlatnom bulom iz 1356., dao je svim članicama carstva dozvolu da izdaju zlatnike, po vlastitom dizajnu, ali su trebali biti masom jednaki talijanskom florinu.
Dukat je postao standardni zlatni novac u cijeloj Europi, osobito nakon što je ukazom cara Ferdinanda I. i službeno proglašen sredstvom plaćanja – 1566.; taj status zadržao je sve do 1857. kad je prestao biti službeno sredstvo plaćanja. Zbrka oko vrijednosti dukata pojačala se kad je dosta zemalja počelo izdavati srebrne dukate. Nizozemska i danas izdaje srebrne dukate težine 28,25 grama.
Vrlo rasprostranjeni bili su stari nizozemski dukati, s likom oklopnika; njih su često krivotvorili.
Prema američkom Websterovom rječniku iz 1913. zlatni dukat vrijedio je devet šilinga i četiri penija sterlinga, odnosno nešto više od dva dolara (godine 2010. to bi vrijedilo 44 dolara), a srebrni dukat otprilike pola te vrijednosti. Čak i danas neke države proizvode serije dukata po starim obrascima, a njihove nacionalne banke ih prodaju privatnim investitorima i kolekcionarima.

## Zemlje koje su izdavale dukate
- Austrija kuje i danas komemorativne dukate (1915.).
- Bizantsko carstvo kovalo je po uzoru na venecijanski srebrni dukat svoju vlastitu verziju zvanu basilikon.
- Čehoslovačka
- Danska
- Hrvatska je 1994. i 1995. izdavala dukate kao prigodni novac izvan postojećeg novčanog sustava.[2]
  - Dubrovačka Republika je izdavala srebrene dukate vrijednosti 40 dinarića od 1723. do 1797.
- Italija
  - Milansko Vojvodstvo
  - Papinska Država
  - Savojsko Vojvodstvo
  - Kraljevstvo Dviju Sicilija
  - Vojvodstvo Urbino
  - Mletačka Republika
  - Republika Genova
- Kraljevina Jugoslavija
- Mađarska kuje još i danas vlastite komemorativne dukate.
- Nizozemska još i danas kuje zlatne i srebrne dukate iste težine i oblika kao prve iz 1589.
- Njemačka: mnogi gradovi i vojvodstva kovali su dukate do 1871.
  - Augsburg
  - Hamburg: mnogi hanzeatski gradovi kovali su vlastite dukate.
  - Saska
- Poljska
- Rumunjska
  - Transilvanija
- Rusija je kovala dukate po uzoru na tada vrlo popularne nizozemske dukate, ali je izdavala u nešto manjim količinama i dukate vlastitog dizajna.
- Škotska
- Kraljevina Srbija
- Španjolska je izdavala dukate ne samo u Iberiji, već i u svim svojim podložnim zemljama; Flandrija, Napuljsko Kraljevstvo i obje Amerike.
- Švedska
- Švicarska je kovala dukate sve do svog ujedinjenja i najpoznatiji je bio ciriški dukat.

## Vanjske poveznice
- Münze Österreich  Arhivirana inačica izvorne stranice od 23. lipnja 2011. (Wayback Machine)